# Going Back
Going Back – ósmy album studyjny angielskiego wokalisty Phila Collinsa. Wydawnictwo ukazało się 13 września 2010 roku nakładem wytwórni muzycznej Atlantic Records. Na albumie Collins wykonał m.in. interpretacje utworów z repertuaru takich wykonawców jak: The Temptations, Stevie Wonder czy Martha and the Vandellas.
Płyta zadebiutowała na 13. miejscu listy OLiS w Polsce i uzyskała certyfikat złotej.
W czasopiśmie branżowym Teraz Rock wystawiono płycie ocenę 3 na 5.

## Lista utworów
Opracowano na podstawie materiału źródłowego.
1. „Girl (Why You Wanna Make Me Blue)” (Norman Whitfield/Edward Holland Jr.) – 2:28
2. „(Love Is Like A) Heatwave” (Holland-Dozier-Holland) – 3:03
3. „Uptight (Everything's Alright)” (Clarence Paul) – 3:03
4. „Some Of Your Lovin'” (Gerry Goffin/Carole King) – 3:20
5. „In My Lonely Room” (Holland-Dozier-Holland) – 2:25
6. „Take Me in Your Arms (Rock Me a Little While)” (Holland-Dozier-Holland) – 2:59
7. „Blame It On The Sun” (Stevie Wonder/Syreeta Wright) – 3:27
8. „Papa Was A Rolling Stone” (Whitfield/Barrett Strong) – 6:44
9. „Never Dreamed You'd Leave In Summer” (Wonder/Wright) – 3:00
10. „Standing in the Shadows of Love” (Holland-Dozier-Holland) – 2:41
11. „Do I Love You” (Peter Anders/Phil Spector/Vincent Poncia Jr.) – 2:50
12. „Jimmy Mack” (Holland-Dozier-Holland) – 2:56
13. „Something About You” (Holland-Dozier-Holland) – 2:47
14. „Love Is Here and Now You're Gone” (Holland-Dozier-Holland) – 2:40
15. „Loving You Is Sweeter Than Ever” (Ivy Jo Hunter/Wonder) – 2:48
16. „Going To A Go-Go” (Warren Moore/William Robinson Jr./Robert Rogers/Marvin Tarplin) – 2:49
17. „Talking About My Baby” (Curtis Mayfield) – 2:47
18. „Going Back” (Goffin/King) – 4:36